# Assemblea popolare della Corea del Nord
L'Assemblea popolare della Corea del Nord (북조선인민회의?) è stato l'organo legislativo unicamerale del Comitato popolare della Corea del Nord. Consistette in 237 deputati eletti durante un incontro tenutosi dal 17 al 20 febbraio 1947, che coinvolse i comitati popolari provinciali, cittadini e conteali, partiti politici e organizzazioni sociali attive nella Corea settentrionale.
La sua prima sessione fu tenuta il 21 e il 22 febbraio del 1947 e l'ultima fu aperta il 9 e il 10 luglio 1948, dopo la quale venne sostituita dall'Assemblea popolare suprema della Repubblica Democratica Popolare di Corea.

## Storia
Il 13 novembre del 1946, il Comitato popolare provvisorio della Corea del Nord organizzò le elezioni per i comitati popolari provinciali, cittadini e conteali.
Tra il 17 e il 20 febbraio del 1947, i rappresentanti dei comitati popolari nordcoreani, assieme a quelli dei partiti politici e delle organizzazioni sociali, si riunirono in un incontro per organizzare l'Assemblea popolare della Corea del Nord eleggendo 237 deputati.
L'Assemblea popolare tenne la sua prima sessione il 21-22 febbraio 1947, durante la quale fu organizzato il Comitato popolare della Corea del Nord con Kim Il-sung come presidente.
Vi furono altre quattro sessioni regolari e una straordinaria, ma lavorò principalmente per preparare l'istituzione della Repubblica Democratica Popolare.
La sua quinta e ultima sessione regolare fu tenuta il 9 e il 10 luglio 1948, con cui venne implementata la Costituzione nordcoreana (allora nota come "Costituzione del popolo") e fu decisa la data per le elezioni dell'Assemblea popolare suprema, avvenute il 25 agosto 1948.

## Elezione e membri
L'Assemblea popolare fu eletta tra il 17 e il 20 aprile 1947 attraverso un'elezione indiretta da parte dei rappresentanti dei comitati popolari provinciali, cittadini e conteali, dei partiti e delle organizzazioni sociali in tutta la Corea settentrionale.
All'incontro parteciparono 1 159 rappresentanti e quelli dei comitati popolari erano stati scelti sulla base di un rappresentante per tre deputati di ogni comitato. Ciascun partito politico e organizzazione sociale inviò cinque rappresentanti all'incontro.
I partecipanti elessero quindi un comitato che avrebbe supervisionato le nomine per la candidatura all'Assembla popolare. Il comitato era composto da 15 membri, tra i quali vi era Kim Il-sung (come presidente del Comitato popolare di Pyongyang), sei direttori dei comitati provinciali, tre rappresentanti dei partiti e quattro delle organizzazioni sociali. Tale comitato scelse poi 237 candidati, sulla base di un candidato ogni cinque membri dell'incontro, che furono eletti da tutti i partecipanti alla riunione.
Tra i deputati eletti, 86 erano del Partito del Lavoro della Corea del Nord, 30 dal Partito Democratico Coreano, 30 dal Partito Chondoista Chongu, mentre 91 erano indipendenti.
Inoltre, tra i 237 deputati eletti vi erano 52 operai, 62 contadini, 56 impiegati d'ufficio, 36 intellettuali, 7 uomini d'affari, 10 commercianti, 4 artigiani e 10 religiosi.

## Poteri
L'Assemblea popolare della Corea del Nord esercitò il potere legislativo ed era la più alta istituzione del potere statale del Comitato popolare della Corea del Nord. L'Assemblea aveva il potere di:
- Eleggere il direttore del Comitato popolare della Corea del Nord
- Eleggere il capo della Corte suprema
- Eleggere il capo dell'Ufficio dei prosecutori supremi
- Decidere sul commercio con l'estero
- Proteggere la sicurezza nazionale
- Adottare il piano economico del popolo
- Approvare il bilancio statale
- Creare e cambiare le aree amministrative
- Rilasciare decisioni per quanto riguarda le amnistie.

Quando l'Assemblea popolare non era in seduta, i suoi poteri venivano esercitati per conto del suo Comitato permanente.

## Sessioni
L'Assemblea popolare della Corea del Nord si riuniva regolarmente una volta ogni tre mesi, per un totale di cinque sessioni regolari ed una straordinaria avvenute durante la sua esistenza.
| Sessione      | Durata              | Decisioni |
| ------------- | ------------------- | --- |
| I             | 21-22 febbraio 1947 | - Approvato il rapporto "Sulla revisione del lavoro del Comitato popolare provvisorio della Corea del Nord" - Eletto Kim Il-sung alla carica di presidente del Comitato popolare - Autorizzato Kim Il-sung ad organizzare il Comitato popolare - Eletto il Comitato permanente dell'Assemblea popolare - Approvati i "Regolamenti sul Comitato popolare della Corea del Nord" - Approvati i "Regolamenti sulla Corte della Corea del Nord e sull'Ufficio dei prosecutori" - Eletto il capo della Corte suprema - Nominato il capo dell'Ufficio dei prosecutori supremi - Discussione e decisione su vari documenti.                                                                           |
| II            | 15-16 maggio 1947   | - Discussioni e decisioni sul bilancio comprensivo della Corea del Nord - Decisa l'approvazione dell'"Ordinanza sul bilancio comprensivo della Corea del Nord per il 1947" - Decisa l'approvazione dell'"Ordinanza sul cambiamento delle aree amministrative delle contee nella provincia del Sud P'yŏngan" - Elezione dei giudici della Corte suprema |
| III           | 18-19 novembre 1947 | - Discussioni e decisioni sull'organizzazione di un comitato per attuare la costituzione provvisoria - Discussioni e decisioni sulla stesura di una costituzione provvisoria - Approvata la proposta del Comitato permanente dell'Assemblea popolare sulla preparazione della costituzione provvisoria - Organizzazione del comitato per attuare la costituzione provvisoria - Adottata la decisione sulla delega della stesura della bozza della costituzione provvisoria alla successiva Assemblea popolare - Adottate le decisioni approvate del Comitato permanente dell'Assemblea popolare e del Comitato popolare della Corea del Nord dopo la seconda sessione dell'Assemblea popolare |
| IV            | 6-7 febbraio 1948   | - Kim Il-sung consegna il rapporto "Sulla revisione del conseguimento del piano del 1947 e del piano dello sviluppo economico popolare del 1948" - Discussa e approvata la decisione sul bilancio comprensivo del 1948 - Discusso il rapporto del comitato per l'attuazione della costituzione provvisoria. |
| Straordinaria | 28-29 aprile 1948   | - Revisione dei risultati del lavoro di discussione popolare sulla stesura della Costituzione della Repubblica Democratica Popolare di Corea - Approvata la decisione sulla firma della bozza originale della costituzione. |
| V             | 9-10 luglio 1948    | - Kim Il-sung consegna il rapporto "Sull'implementazione della Costituzione della Repubblica Democratica Popolare di Corea" - Decisa la data delle nuove elezioni dell'Assemblea popolare suprema per il 25 agosto 1948. |